# Polinomios ortogonales
Los polinomios ortogonales son conjuntos de polinomios que forman una base ortogonal de cierto espacio de Hilbert. Los polinomios ortogonales son importantes porque aparecen en la teoría de ecuaciones diferenciales, muy especialmente en la teoría de Sturm-Liouville, la teoría de espacios de Hilbert, la teoría de la aproximación de funciones y la mecánica cuántica.

## Espacios de HilbertLw2(R){\displaystyle L_{w}^{2}(\mathbb {R} )}
La mayoría de las familias {\displaystyle {\mathcal {F}}} de polinomios ortogonales más usados son bases ortogonales de un espacio de Hilbert {\displaystyle L_{w}^{2}(I)} de funciones de cuadrado integrable respecto al producto escalar con función de ponderación {\displaystyle w(x)\,}. Es decir:

{\displaystyle \langle p_{m},p_{n}\rangle _{\mathcal {F}}=\int _{I\subset \mathbb {R} }p_{m}^{*}(x)p_{n}(x)w(x)\ dx=N_{m}\delta _{mn}}

Donde:
{\displaystyle \langle \cdot ,\cdot \rangle _{\mathcal {F}}} es el producto escalar del espacio {\displaystyle L_{w}^{2}(I)}.
{\displaystyle N_{m}\,} es un factor de normalización que vale 1 si la familia de polinomios es además ortonormal.
{\displaystyle \delta _{mn}\,} es el delta de Kronecker.
Además estos polinomios suelen ser los vectores propios de un operador diferencial lineal autoadjunto de segundo orden u operador Sturm-Liouville de la forma:

{\displaystyle {\mathcal {L}}(y)={\frac {1}{w}}\left[-{\frac {d}{dx}}\left[p(x){\frac {dy}{dx}}\right]+q(x)y\right]}

### Polinomios de Legendre
Los polinomios de Legendre son soluciones de la ecuación diferencial:

{\displaystyle (1-x^{2})y''-2xy'+n(n+1)y=0,\qquad y(x)=P_{n}(x)={\frac {1}{2^{n}n!}}{\frac {d^{n}}{dx^{n}}}(1-x^{2})^{n},\qquad \{w=1,I=[-1,1]\}}

### Polinomios de Hermite
Los polinomios de Hermite son soluciones de la ecuación diferencial:

{\displaystyle y''-2xy'+2ny=0,\qquad y(x)=H_{n}(x)=(-1)^{n}e^{x^{2}}{\frac {d^{n}}{dx^{n}}}e^{-x^{2}},\qquad \{w=e^{-x^{2}},I=\mathbb {R} \}}

### Polinomios de Laguerre
- Los polinomios de Laguerre son soluciones de la ecuación diferencial:[3]

{\displaystyle xy''+(1-x)y'+ny=0,\qquad y(x)=L_{n}(x)=e^{x}{\frac {d^{n}}{dx^{n}}}(x^{n}e^{-x}),\qquad \{w=e^{-x},I=[0,\infty )\}}

- Los polinomios asociados de Laguerre son soluciones de la ecuación diferencial:[4]

{\displaystyle xy''-(m+1-x)y'+(n-m)y=0,\qquad y(x)=L_{n}^{m}(x)={\frac {d^{m}}{dx^{m}}}\left(e^{x}{\frac {d^{n}}{dx^{n}}}(x^{n}e^{-x})\right),\qquad \{w=x^{m}e^{-x},I=[0,\infty )\}}

### Polinomios de Chebyshev
Los polinomios de Chebyshev son soluciones de la ecuación diferencial:

{\displaystyle (1-x^{2})y''-xy'+n^{2}y=0,\qquad y(x)=T_{n}(x)=\cos(n\arccos x),\qquad \{w={\frac {1}{\sqrt {1-x^{2}}}},I=[-1,1]\}}

Los {\displaystyle T_{n}(x)} se denominan polinomios de Chebyshev de primer tipo, además los polinomios de Chebyshev de segundo tipo {\displaystyle U_{n}(x)} que vienen dados por:

{\displaystyle U_{n}(\cos \theta )={\frac {\sin(n+1)\theta }{\sin \theta }},\qquad U_{n}(x)={\frac {\sin[(n+1)\arccos x]}{\sin(\arccos x)}},\qquad \{w={\sqrt {1-x^{2}}},I=[-1,1]\}}

### Polinomios de Jacobi
Los polinomios de Jacobi son series de polinomios ortogonales {\displaystyle P_{n}^{(\alpha ,beta)}} respecto a la función peso {\displaystyle w(x)=(1-x)^{\alpha }(1+x)^{\beta }} en el intervalo [-1,+1] satisfacen la ecuación diferencial:

{\displaystyle \left(1-x^{2}\right)y''+(\beta -\alpha -(\alpha +\beta +2)x)y'+n(n+\alpha +\beta +1)y=0}

Muchos polinomios ortogonales son casos particulares de Jacobi:
- Los polinomios ultraesféricos son aquellos para los cuales {\displaystyle \alpha =\beta } entre ellos están:
  - Los polinomios de Chebyshev de primer tipo tienen {\displaystyle \alpha =\beta =-1/2}.
  - Los polinomios de Chebyshev de segundo tipo tienen {\displaystyle \alpha =\beta =+1/2}.
  - Los polinomios de Legendre tienen {\displaystyle \alpha =\beta =0}.

## Mecánica cuántica
En mecánica cuántica son de uso común las siguientes familias de polinomios ortogonales:
- Los polinomios de Hermite aparecen en mecánica cuántica como soluciones del oscilador armónico unidimensional.
- Los polinomios de Legendre y sus funciones asociadas aparecen en problemas cuánticos con simetría esférica, ya que los armónicos esféricos son funciones ortogonales sobre la esfera expresables mediante estos polinomios.